# Comuna de Orońsko
Orońsko (polaco: Gmina Orońsko) é uma gminy (comuna) na Polónia, na voivodia de Mazóvia e no condado de Szydłowiecki. A sede do condado é a cidade de Orońsko.
De acordo com os censos de 2004, a comuna tem 5723 habitantes, com uma densidade 69,9 hab/km².

## Área
Estende-se por uma área de 81,91 km², incluindo:
- área agricola: 73%
- área florestal: 19%

## Demografia
Dados de 30 de Junho 2004:
|                      | Total   | Total | Mulheres | Mulheres | Homens  | Homens |
| -------------------- | ------- | ----- | -------- | -------- | ------- | ------ |
|                      | pessoas | %     | pessoas  | %        | pessoas | %      |
| População            | 5723    | 100   | 2886     | 50,4     | 2837    | 49,6   |
| Densidade (pop./km²) | 69,9    | 100   | 35,2     | 35,2     | 34,6    | 34,6   |

De acordo com dados de 2002, o rendimento médio per capita ascendia a 1257,94 zł.

## Comunas vizinhas
- Jastrząb, Kowala, Szydłowiec, Wierzbica, Wolanów